# Chùa Hưng Giáo

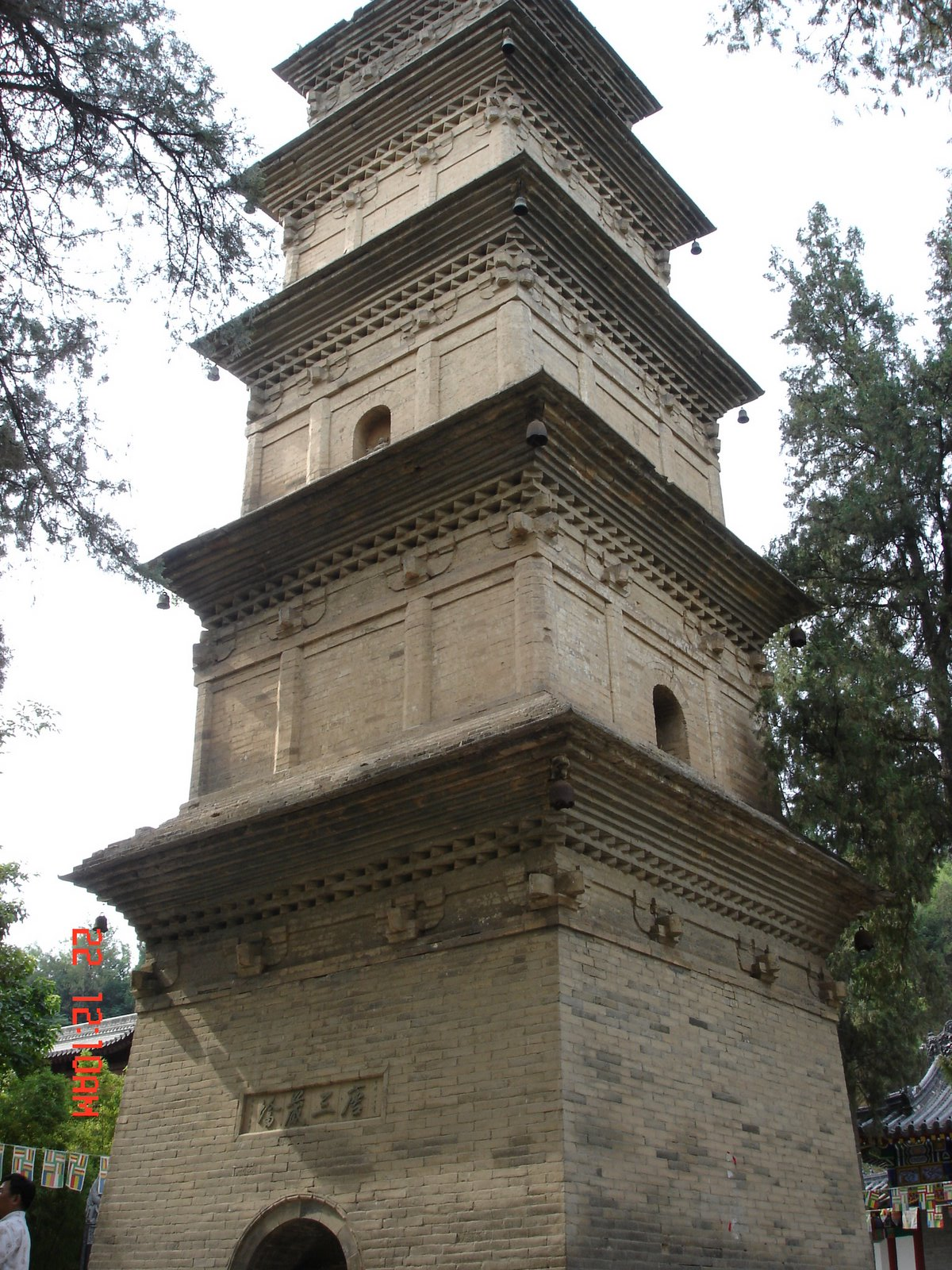
Chùa Hưng Giáo.

Chùa Hưng Giáo (Chữ Trung Quốc:兴教寺; Hán Việt: Xīngjiào Sì) nằm ở quận Trường An, thành phố Tây An. Tại đây, bên trong chùa có di tích của một ngôi chùa tháp Phật giáo cao 5 tầng, bảo tồn các di sản của Huyền Trang (玄奘) cùng với các ngôi chùa thờ các môn đệ và tu sĩ Phật giáo Woncheuk.
Hưng Giáo được xây dựng vào năm 669 và là một trong tám ngôi chùa nổi tiếng dưới Triều đại nhà Đường lúc bấy giờ. Mặc dù ngôi chùa bằng đá dưới Triều đại nhà Đường ban đầu vẫn còn đứng vững nhưng ngôi chùa đã từng bị thiêu cháy dưới thời hoàng đế Đồng Trị Triều đại nhà Thanh. Ngôi chùa được xây dựng lại trong thời kỳ Trung Hoa Dân Quốc.
Ngày nay, ngôi chùa là một phần của Di sản thế giới Con đường tơ lụa được UNESCO công nhận vào năm 2014.